# کولایجایا
کولایجایا (به لاتین: Kulaijaya District) یک سکونتگاه مسکونی در مالزی است که در جوهور واقع شده‌است.